# کنجی نوگوچی
نوگوچی کنجی (به ژاپنی: 野口 健司 のぐち けんじ)، تولد ۱۸۴۳ میلادی، مرگ ۴ فوریه ۱۸۶۴، عضو شینسنگومی (معاون فرمانده) بود. نام اصلی او ماسازومه بود.
در فوریه ۱۸۶۳، او به روشیگومی پیوست و به کیوتو رفت. او که با بازگشت به ادو مخالف بود، در کیوتو ماند و در مارس همان سال در تشکیل میبو روشیگومی شرکت کرد. از آنجا که او اهل قلمرو میتو بود، به همراه کامو سریزاوا، نیشیکی نیمی، جوسوکه هیراما و گورو هیرایاما، یکی از اعضای جناح میتو (جناح کامو سریزاوا) محسوب می‌شود. او دستیار معاون فرمانده میبو روشی-گومی شد و در روزهای اولیه تشکیل گروه، یکی از مدیران ارشد گروه بود. نوگوچی در کنار سریزاوا کار می‌کرد و گمان می‌رود که در نزاع سومو اوساکا، عملی که سریزاوا آن را تحریک کرده بود، دست داشته است. آنها همچنین در جریان تغییر سیاسی روز هیجدهم ماه هشت به کار گرفته شدند.
در سپتامبر همان سال، سریزاوا و هیرایاما توسط جناح شیئیکان (جناح کوندو) ترور شدند و هیراما فرار کرد. در شب ترور، نوگوچی در کادویا ماند و از خطر گریخت. پیش از این، نیمی نیز مجبور به انجام سپوکو شده بود و جناح میتو عملاً نابود شده بود. (در کتاب «کاموگاوا مونوگاتاری»، شیموزاوا کان این نظریه را گزارش می‌دهد که نوگوچی برای ترور کامو سریزاوا و فراری دادن جوسوکه هیراما انتخاب شده بود) نوگوچی تنها کسی بود که پاکسازی نشد و به عنوان یکی از مدیران اجرایی در واحد باقی ماند. با این حال، در ۲۷ دسامبر همان سال، ناگهان به او دستور داده شد که سپوکو انجام دهد و با کمک آندو هایاتارو اعدام شد. دلیل سپوکوی او مشخص نیست، اما در شهادت‌های بعدی یاگی گنوسوکه، گفته شده است که «شاید او به خاطر یک موضوع بی‌اهمیت مجبور به انجام سپوکو شده است». او در سن ۲۱ سالگی درگذشت. یک نظریه این است که او درگیر یک دعوی حقوقی مربوط به میتوروشی شده بود.